# 商業搭配

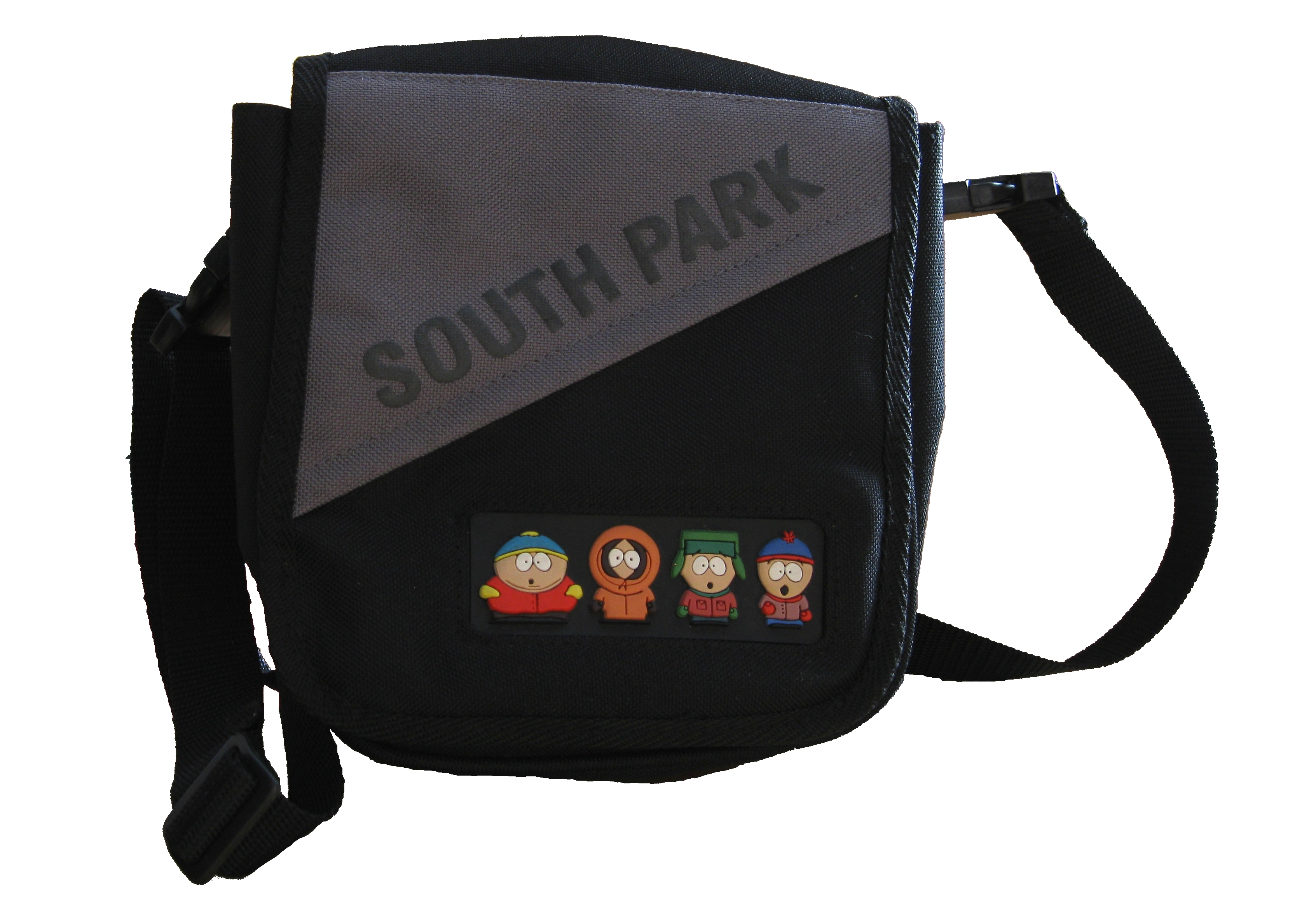
电视连续剧《南方公园》的衍生产品

商業搭配指的是透過商業合作來推銷宣傳，以產生額外利益、提升知名度。廣泛應用在電影、電子遊戲、電視節目、電視劇、電視廣告、網站等媒體。日語稱為。
在電影產業，主要應用於新片宣傳。透過其他企業的服務或產品提升對電影的印象。例如電影小說、電影版彩色漫畫等。
在音樂產業，唱片公司為了提高歌手新曲的銷售量，而搭配使用成為電視廣告、電視節目、或電影等媒體的主題曲以提升知名度。期待消費者在見到畫面，或聽到歌曲時，能夠憶起另一方，達到相輔相成的效果。